# Język hiligaynon
Język hiligaynon, także: hiligainon, ilonggo – język austronezyjski z grupy języków filipińskich, jeden z języków bisajskich. Posługuje się nim 6,2 mln ludzi zamieszkujących południowe Filipiny. Jego użytkownicy komunikują się również w języku filipińskim.